# Susasca
Die Susasca ist ein rund 11 Kilometer langer linker Nebenfluss des Inns im Schweizer Kanton Graubünden. Sie entwässert das Unterengadiner Seitental Val Susasca in der Gemeinde Zernez, das durch die Flüelapassstrasse erschlossen ist und ihre Nebentäler, darunter das Val Grialetsch und das Val Fless, ein Gebiet von rund 63 Quadratkilometern.

## Geographie

### Verlauf
Die Susasca entspringt auf rund 2360 m ü. M. einer grösseren Quelle wenig unterhalb des Flüelapasses und des Lai Nair (Schwarzsee).
Sie fliesst anfangs nach Ostsüdosten durch ein quellreiches Geröllfeld. Nach passieren des markanten Schwarzchopfs (2603 m ü. M.) erreicht sie das Gebiet Chant Sura mit gleichnamigem Flachmoor. In diesem nimmt sie zuerst von rechts den Ova da Radönt auf, der unterhalb des Radüner Rothorns entspringt, und nur kurz darauf von links den Bach aus dem Val Tantermozza, der am Piz Champatsch entspringt. Nach durchfliessen des Flachmoores wird sie von der Flüelapassstrasse überbrückt und stürzt dann an der Waldgrenze in mehreren Kaskaden die Talstufe ins Val Susasca hinunter. 
Bei der Alp d'Immez erreicht sie die Talsohle des Val Susasca, das eine Fortsetzung des Val Grialetsch darstellt. Aus diesem fliesst ihr rechtsseitig die längere und wasserreichere Aua da Grialetsch zu, die dem Grialetsch-Gletscher entspringt. Die Susasca verläuft nun gegen Nordosten durch das grösstenteils bewaldete Tal mit einzelnen Geröllfeldern. Wenig unterhalb folgt die Alp Pra Dadoura, bei der von links die Aua da Fless einmündet, die am Piz Fless entspringt. Kurz darauf bildet sie bei Chant Blau auf einer Länge von rund 500 Metern einen breiten Schwemmfächer, der unter dem Namen Blaisch dal Piz dal Ras als Auengebiet von nationaler Bedeutung geschützt ist. Nach einem kleinen Kraftwerk bei Jenna folgt rund 2 Kilometer flussabwärts bei Punt Pignai ein weiterer kleinerer Schwemmfächer, der als Geschieberückhalt dient und ein Rückhaltevolumen von rund 8000 m³ besitzt. 
Nach einer weiteren Brücke der Flüelapassstrasse folgen weitere Kaskaden, nach denen die Susasca das Unterengadin erreicht. Hier passiert sie zuerst den Geschiebesammler Mundaditsch, ehe sie Susch durchfliesst, das durch Mauern geschützt wird. Hier wird sie zuerst von der Bahnstrecke Bever–Scuol-Tarasp und gleich anschliessend von der Hauptstrasse 27 bzw. Hauptstrasse 28 überbrückt.
Schliesslich mündet die Susasca auf 1417 m ü. M. direkt bei der Clinica Holistica Engiadina von links in den Inn.

### Einzugsgebiet

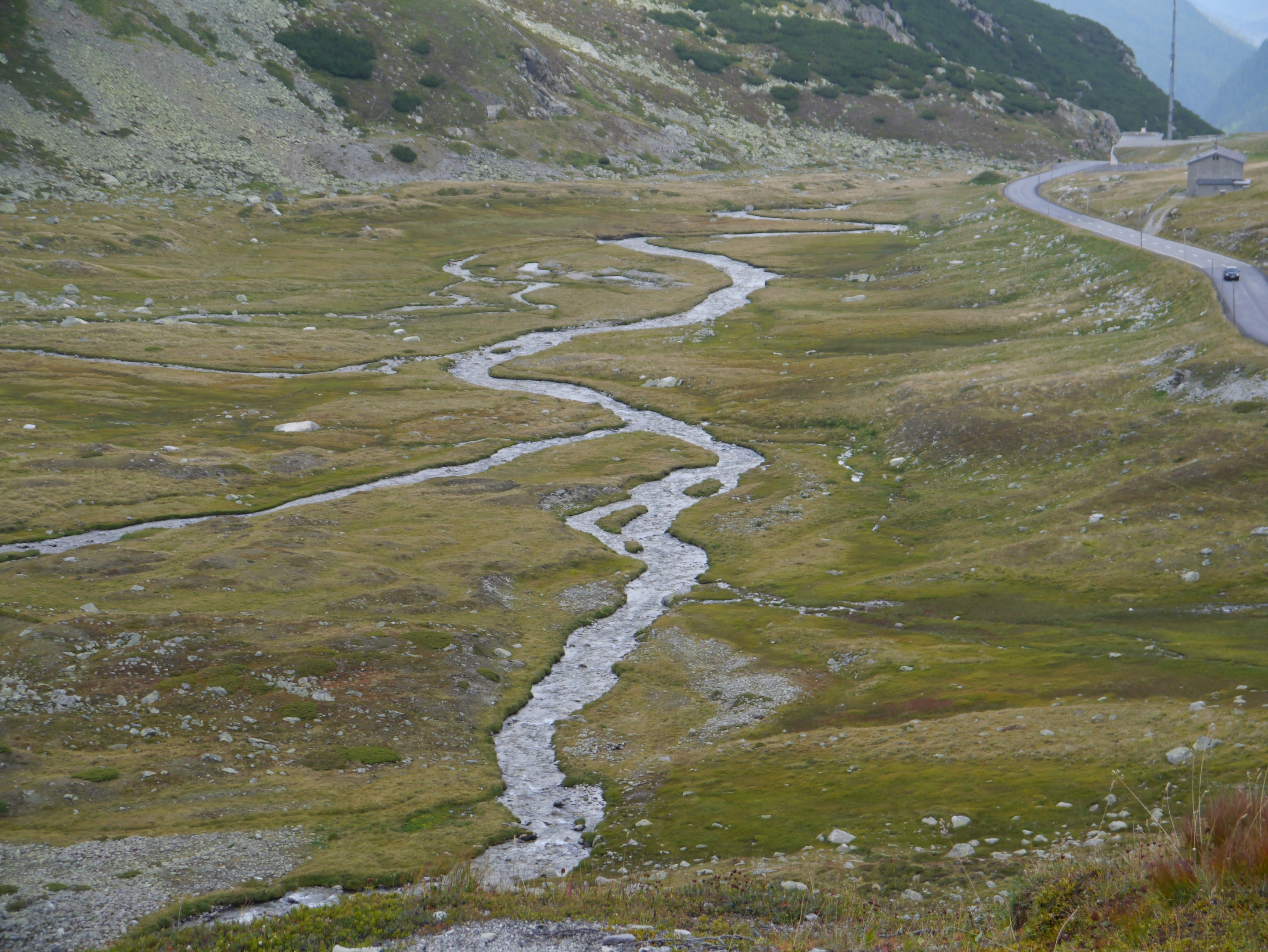
Susasca unterhalb des Flüelapasses

Das Einzugsgebiet der Susasca misst 63,14 Quadratkilometer, davon sind 58,5 % unproduktive Fläche, 23,1 % Landwirtschaftsfläche, 8,8 % Gletscher und Firne, 8,5 % bestockte Fläche, 0,6 % Gewässerfläche und 1 % Siedlungsfläche.
Der höchste Punkt liegt auf 3204 m ü. M. wenig unterhalb des Piz Vadret an dessen Nordhang, die mittlere Höhe beträgt 2467 m ü. M. und der tiefste Punkt liegt an der Mündung auf 1417 m ü. M.
Der mittlere Abfluss an der Mündung beträgt 2,14 m³/s, mit einem Maximum im Juni mit 6,3 m³/s und einem Minimum im Januar und Februar mit 0,4 m³/s. Der höhere Abfluss im Sommer ist bedingt durch die Schneeschmelze.

## Kraftwerk
Bei Jenna wurde 2010 das Wasserkraftwerk Susasca in Betrieb genommen, das anfangs mit einer vierdüsigen Pelton-Turbine jährlich 17,2 GWh Strom produzierte. Ausserdem wurde neben dem Bauwerk eine Fischtreppe installiert. Die Baukosten betrugen 20 Millionen Schweizer Franken. Im Jahr 2015 wurde mit einer baugleichen Turbine aufgerüstet und die Ausbauwassermenge von 1 m³/s auf 2 m³/s erhöht, womit nun jährlich 24,9 GWh Strom produziert werden können.